# すみれ色の涙から…
『すみれ色の涙から...』（すみれいろのなみたから...）は、岩崎宏美のカバー・アルバム。1981年11月5日発売。発売元は、ビクター音楽産業。
規格品番SJX-30123

## 解説
- 「すみれ色の涙」を始めとする、邦楽のヒット曲のカバー曲集。
- 全曲、編曲を萩田光雄が担当した。
- 「卒業写真」と「夢で逢えたら」は、テイチクに移籍後に発売したカバーアルバムの「Dear_Friendsシリーズ」にて妹の岩崎良美とのデュエットで再度カバーしている。
- 2007年に紙ジャケットで初めてCD-DA化し復刻された際には、この時点で同じくCD-DA化されていない「EXCEL ONE 岩崎宏美のすべて」（1981.12.5）に収録されていた未発表曲4曲と、カセットテープで発売されたベスト曲集の「THE BEST」（1981.6.21）で初収録された「万華鏡」の新バージョンがボーナス・トラックとして収録された。
- また、初復刻の初回盤の裏ジャケットに収録曲に関連する部分の印刷がされていない箇所があり、印刷ミスのあった紙ジャケットを発売元に送ることにより、修正済みの新品ジャケットと交換された

## 収録曲

### オリジナル盤
- 全編曲: 萩田光雄

1. すみれ色の涙
  - 作詞: 万里村ゆき子、作曲:小田啓義
2. 卒業写真
  - 作詞・作曲:荒井由実
3. サルビアの花
  - 作詞: 相沢靖子、作曲:早川義夫
4. 20才のめぐり逢い[1]
  - 作詞・作曲: 田村功夫
5. 吟遊詩人の唄(One Man Band)
  - 作詞・作曲:Leo Sayer-Dave Courtney
  - 訳詞:甲斐よしひろ
6. さよならをするために
  - 作詞:石坂浩二、作曲:坂田晃一
7. 街の灯り
  - 作詞:阿久悠 、作曲:浜圭介
8. 少しは私に愛を下さい
  - 作詞・作曲:小椋佳
9. ともしび
  - 作詞: 山上路夫、作曲:大野雄二
10. 夢で逢えたら
  - 作詞・作曲:大瀧詠一
11. 空に星があるように
  - 作詞・作曲:荒木一郎

### CD（2007年盤）
1. すみれ色の涙
2. 卒業写真
3. サルビアの花
4. 20才のめぐり逢い
5. 吟遊詩人の唄(One Man Band)
6. さよならをするために
7. 街の灯り
8. 少しは私に愛を下さい
9. ともしび
10. 夢で逢えたら
11. 空に星があるように
12. 愛しても愛しても（ボーナス・トラック）
  - 作詞: 阿久悠、作曲・編曲: 萩田光雄
13. そして哀愁（ボーナス・トラック）
  - 作詞: 阿久悠、作曲・編曲: 萩田光雄
14. ブルー・エンジェル（ボーナス・トラック）
  - 作詞:三浦徳子、作曲・編曲:筒美京平
15. シャイニング・スカイ（ボーナス・トラック）
  - 作詞:竜真知子、作曲:小田裕一郎、編曲: 大谷和夫
16. 万華鏡(ニューバージョン)（ボーナス・トラック）
  - 作詞: 三浦徳子、作曲・編曲:馬飼野康二
  - カセットのみのベスト曲集「THE BEST」に初収録。